# Hurt You
Singles de Toni Braxton et Babyface
I Heart You
(2012) Where Did We Go Wrong?
Hurt You est une chanson de la chanteuse Toni Braxton et du chanteur Babyface, sortie le 4 février 2014. Premier single extrait de leur premier album en commun Love, Marriage and Divorce, elle est écrite et composée par Toni Braxton et Babyface.

## Composition
Hurt You est un titre R&B qui dévoile les conflits d'un couple ainsi que sa réconciliation.

## Performance commerciale
La chanson est un énorme succès en s'érigeant à la première place du Billboard Adult R&B Songs Charts, pendant quatre semaines consécutives et à la première place du Urban Adult Contemporary. Il est également son 7e numéro 1 à l'Adult R&B Songs Chart et son premier « numéro un » dans cette catégorie depuis Just Be a Man About It, en 2000. La chanson est également un hit en s'érigeant à la 16e place du Billboard Hot R&B/ Hip Hop Airplay chart. 

## Vidéoclip
La vidéo qui illustre la musique est réalisée par Ray Kay. Dans cette vidéo, on y voit Toni Braxton et Babyface dans leurs appartements respectifs, jusqu'à ce que ceux-ci, se brisent et permettent aux deux chanteurs de se retrouver. Toni Braxton & Babyface Hurt You vidéo officielle Youtube

## Pistes et formats
Téléchargement légal
1. "Hurt You" — 4:10

## Crédits
Informations issues et adaptées du livret de Love, Marriage and Divorce (Motown Records, 2014).
- Kenneth "Babyface" Edmonds : interprète principal, chœurs, auteur, compositeur, producteur, claviers, guitare, programmations
- Toni Braxton : interprète principale, auteur, compositrice, chœurs

- Paul Boutin : enregistrement et mixage
- Antonio Dixon : auteur, compositeur
- Daryl Simmons : auteur, compositeur, producteur vocal

## Classement hebdomadaire
| Billboard Adult R&B Songs Charts | 1  |
| Adult R&B Songs Chart            | 12 |
| Urban Adult Contemporary         | 1  |